# Kommunikation

En grafisk representation av kommunikation, baserad på Claude Elwood Shannon och Warren Weaver. En sändare (längst till vänster) kodar och sänder ett budskap genom ett medium. Budskapet kan störas (i mitten), innan det avkodas av mottagaren (längst till höger). Därefter ger mottagaren respons till sändaren (övre pilen).

Kommunikation består av många komplexa processer, som mycket förenklat ofta sammanfattas med endast själva överföringen, vidaresändningen, av information från en punkt till en annan. Ofta ses kommunikation som en tvåvägsprocess där det sker ett utbyte av tankar, åsikter eller information, oavsett om det sker via tal, skrift eller tecken. Deltagarna har ofta någon slags överenskommelse om mål, orsak och form för kommunikationen.
Kommunikation studeras bland annat inom området sociologi, lingvistik och medie- och kommunikationsvetenskap.
För att överföra meddelanden används post, tekniska hjälpmedel såsom elektronisk kommunikation, optisk- och akustisk signalering samt  ordonnans, rapporthund och brevduva.    

## Kommunikationsmodell
Ett tankeinnehåll uttrycks exempelvis verbalt av en kommunikationsdeltagare. Det som uttrycks fungerar som en signal till en annan kommunikationsdeltagare som i sin tur gör om signalen till ett tankeinnehåll. Därefter kan den personen ge någon form av respons. För att kommunikation ska anses ha ägt rum så räcker det inte med att signalen, informationen eller budskapet, tagits emot utan det förutsätts att det har skett någon slags förändring, eller start av process, hos den mottagande deltagaren. Först då anses en gemensam, communis, delning ha påbörjats. Exempelvis så har ingen kommunikation skett så länge den vidaresända informationen i oförändrat tillstånd bara nått en hårddisk, en bokaffärs bokhylla eller den automatiska telefonsvararens lagringsmedium.

## Etymologi
Ordet "kommunikation" kommer ursprungligen från latinets communis, gemensam, via communicare, göra gemensamt. Kommunikation innebär att man kan kommunicera på olika sätt. Förr i tiden kommunicerade man genom till exempel eldbrasa och röken var en viktig signal att man behövde hjälp.

## Kommunikationsprocessen
I kommunikationsprocessen kodas och vidarebefordras information av en sändare till en mottagare via en kanal eller ett kommunikationsmedium. Mottagaren avkodar sedan meddelandet och ger en respons till sändaren. Processen bygger på att alla deltagare har en kommunikativ förmåga som överlappar, till exempel ett gemensamt språk. Kommunikation används för att skapa en delad förståelse och kräver därför breda färdigheter att lyssna, observera, tala, fråga, analysera och utvärdera. Utan kommunikation är ingen typ av samarbete möjlig.
Kommunikation kräver någon typ av sensoriskt system. Det finns auditiv kommunikation via tal, sång och ton och icke-verbal kommunikation via till exempel kroppsspråk, teckenspråk, röstkvalitet (paralingvistik), beröring, ögonkontakt och skriftspråk.
Kommunikation är en inlärd förmåga. De flesta spädbarn föds med fysiska förutsättningar för att frambringa ljud och att höra, men måste lära sig att tala, förstå vad som sägs och kommunicera. Hur det går till att lära sig kommunicera är omtvistat, men det sker i alla fall genom flera olika metoder. Observation av andra människor och imitering av deras beteende är en metod, som fungerar via grundläggande trial and error. En annan metod är utbildning där övning och korrigeringar sker mer formellt.
Kommunikation inbegriper bland annat följande beteenden, så kallade talakter:
- föra vidare information och erfarenheter
- ge råd och beordra
- ställa frågor
- hälsa

De olika talakterna har olika eftersökta effekter. 
Vilken form kommunikationen tar beror på deltagarnas förmåga att kommunicera. Om mottagaren, till exempel, är ovillig att lyssna påverkar det också sändaren. Det finns många sådana hinder för framgångsrik kommunikation. Två av dessa är för mycket information, där en person får för många samtidiga meddelanden, och för komplex information. Bland yttre hinder finns ljudstörningar och fysiska handikapp i tal- eller hörselorgan. Mer subtila problem orsakas av sändarens och mottagarens respektive personliga filter som varierar beroende på regionala traditioner, kulturer, kön och ålder. När sådana hinder uppstår, förhindras ibland den eftersökta effekten.

## Typer av mänsklig kommunikation
Det finns tre huvudsakliga typer av mänsklig kommunikation vid personliga möten: kroppsspråk, röstkvalitet och ord. Enligt forskare   dikterar dessa kommunikationsmedel i vilket ljus vi tolkar det som kommuniceras:
- till 55 % av kroppsspråk - ställning, gester och ögonkontakt
- till 38 % av röstkvalitet
- till 7 % av innehållet eller orden som används

De exakta procentsatserna kan variera med deltagare, kultur, etc., men proportionerna är ofta till förmån för kroppsspråk, något som studeras av antropologer och kinesikforskare som Ray Birdwhistell.
Dock påstås Mehrabian själv ha motsatt sig den tolkningen av hans studie.
Mänskliga skrivna och talade språk kan beskrivas som ett system av dels symboler (ibland kallade lexem), dels grammatik (som är språkets regler för hur symbolerna kan kombineras och manipuleras). Det finns tusentals mänskliga språk och de verkar ha vissa gemensamma egenskaper, även om det finns vissa undantag. Konstgjorda språk såsom esperanto, programmeringsspråk för datorer och vissa matematiska formler delar inte nödvändigtvis samma egenskaper som mänskliga språk.

### Verbal kommunikation
En dialog är en ömsesidig konversation mellan två eller fler deltagare. Termen "dialog" kommer från grekiskans 'διά', genom, + 'λόγος', ord, det vill säga '(tankar) genom ord'. Dialoger har särskilda regler för till exempel turtagning (vem som talar först och mest). 
Inom litteraturen, framför allt dramatiken, ses dialogen som ett av de främsta sätten att beskriva en rollfigur. Övriga sätt att kommunicera överlämnas ofta helt åt skådespelare i till exempel pjäsmanus, medan alla repliker anvisas noggrant.

### Icke-verbal kommunikation

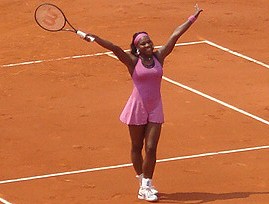
Icke-verbal kommunikation är ofta tydlig även från långt håll. Här har Serena Williams vunnit.

Icke-verbal kommunikation handlar om att sända och motta ordlösa meddelanden. Sådan information kan överföras genom gester, kroppsspråk eller -ställning, ansiktsuttryck, ögonkontakt, eller genom fysiska yttranden såsom klädval, frisyr eller till och med arkitektur, men även genom symboler och informationsgrafik. Icke-verbal kommunikation utgör en stor del av alla människors vardagsliv.
Tal kan förutom de verbala elementen även innehålla icke-verbala element, till exempel röstkvalitet, känsla och talarstil, samt prosodiska element som rytm, intonation och betoning. Skrivna texter kan också innehålla icke-verbala element, såsom handstil, hur orden placerats på pappret, eller användandet av smileys.
Andra kommunikationskanaler där signaler förflyttas från en person till en annan genom alternativa metoder, såsom telegrafi, passar in i den här kategorin. De signalerna kan vara representationer av ord eller föremål. Försök har visat att människor kan meddela sig utan kroppsspråk, röstton eller ord, på det sättet.

### Visuell kommunikation
Visuell kommunikation är som namnet avslöjar överföring av information via visuella hjälpmedel. Den är främst förknippad med tvådimensionella bilder, till exempel skyltar, typografi, teckningar, grafisk design, målningar och färger. TV och böcker är två vanliga medier för visuell kommunikation.
När man bedömer om en grafisk design är bra eller inte, utgår man inte främst från estetiska eller konstnärliga synvinklar, utan från förståelse. En orsak är att det inte finns några universella regler om det som bara beträffar människan.

## Kommunikation hos icke-mänskliga organismer

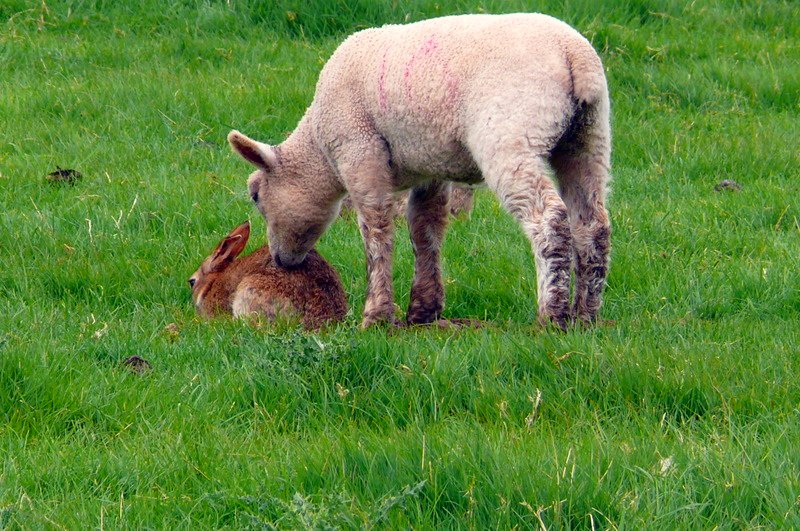
Ett lamm sniffar på en kanin. Kommunikationen över artgränserna görs genom kroppsspråk och doft.

Kommunikation är inte förbehållit människan, eller ens primater. Människans förmåga till kommunikation kan dock sägas vara en ytterligt utvecklad form av djurspråk. Hur djur kommunicerar, studeras inom områdena etologi, sociobiologi och medvetande hos djur. Ämnet kallas zoosemiotik. Ibland studeras också hur människor kommunicerar med djur.
Förståelsen av djurs kommunikation har ökat mycket snabbt under sena 1900-talet och tidiga 2000-talet, inklusive av djurs kultur och inlärningsprocesser.
Djurs metoder för att kommunicera varierar mellan olika arter. Den mest kända kommunikationsformen är uppvisningen av distinkta (till exempel färgglada eller förstorade) kroppsdelar, eller av distinkta kroppsrörelser. Fågelsång är också en viktig kommunikationsform av vokal typ, liksom grodors parningsläten. 
Mindre uppenbar är doftkommunikation. Många däggdjur har körtlar som producerar dofter som både är unika och varar länge.
Några arter kan också kommunicera via överföring av elektricitet. Ett exempel på en sådan art är näbbdjuret.
Även växter har observerats kunna kommunicera, både inom växten och med andra växter.